# أوقست نيلسن
أوقست نيلسن (بالنرويجية البوكمول: August Nielsen)‏ هو مهندس معماري نرويجي، ولد في 7 مايو 1877 في Sømna Municipality ‏ في النرويج، وتوفي في 1956.

## معرض صور

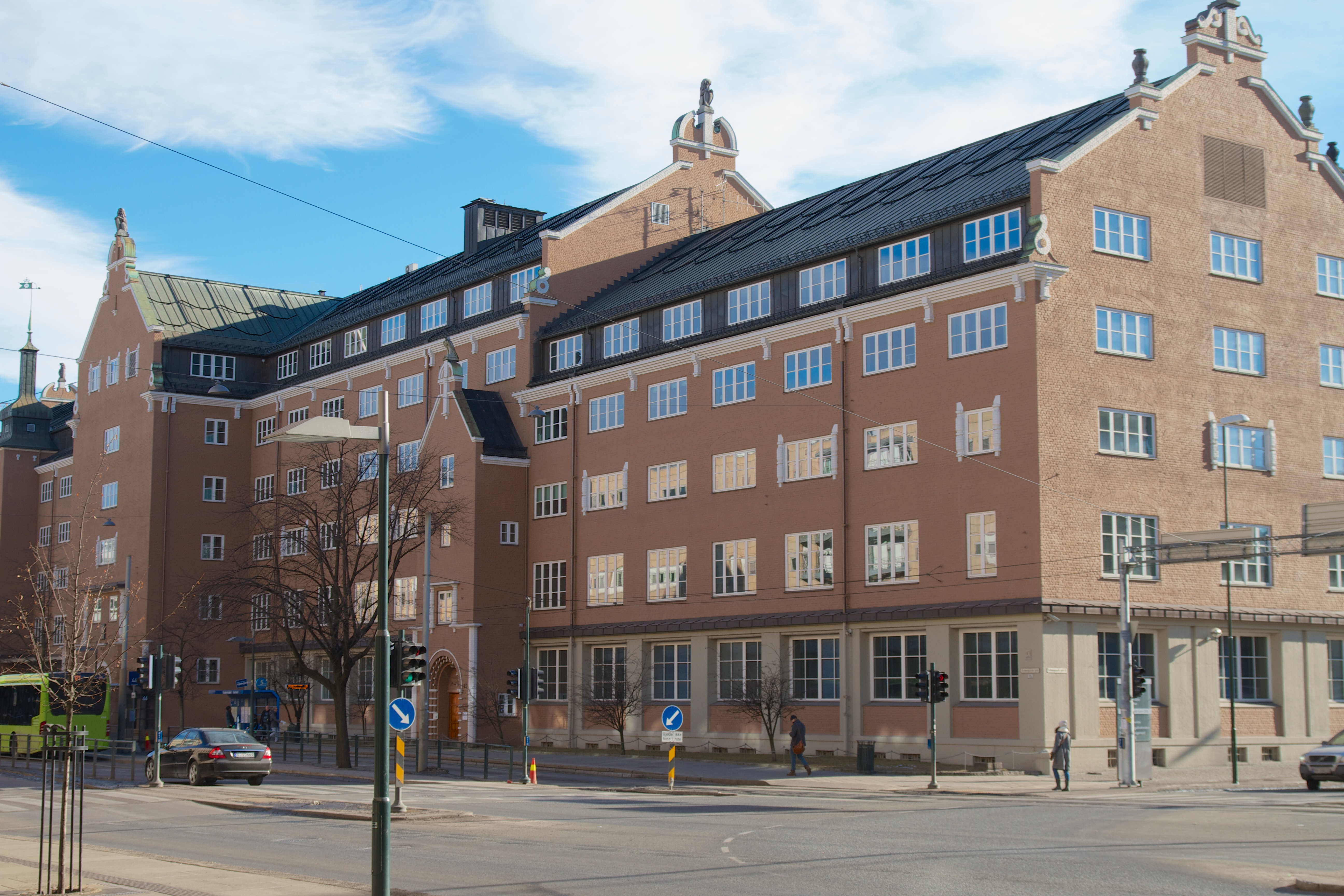
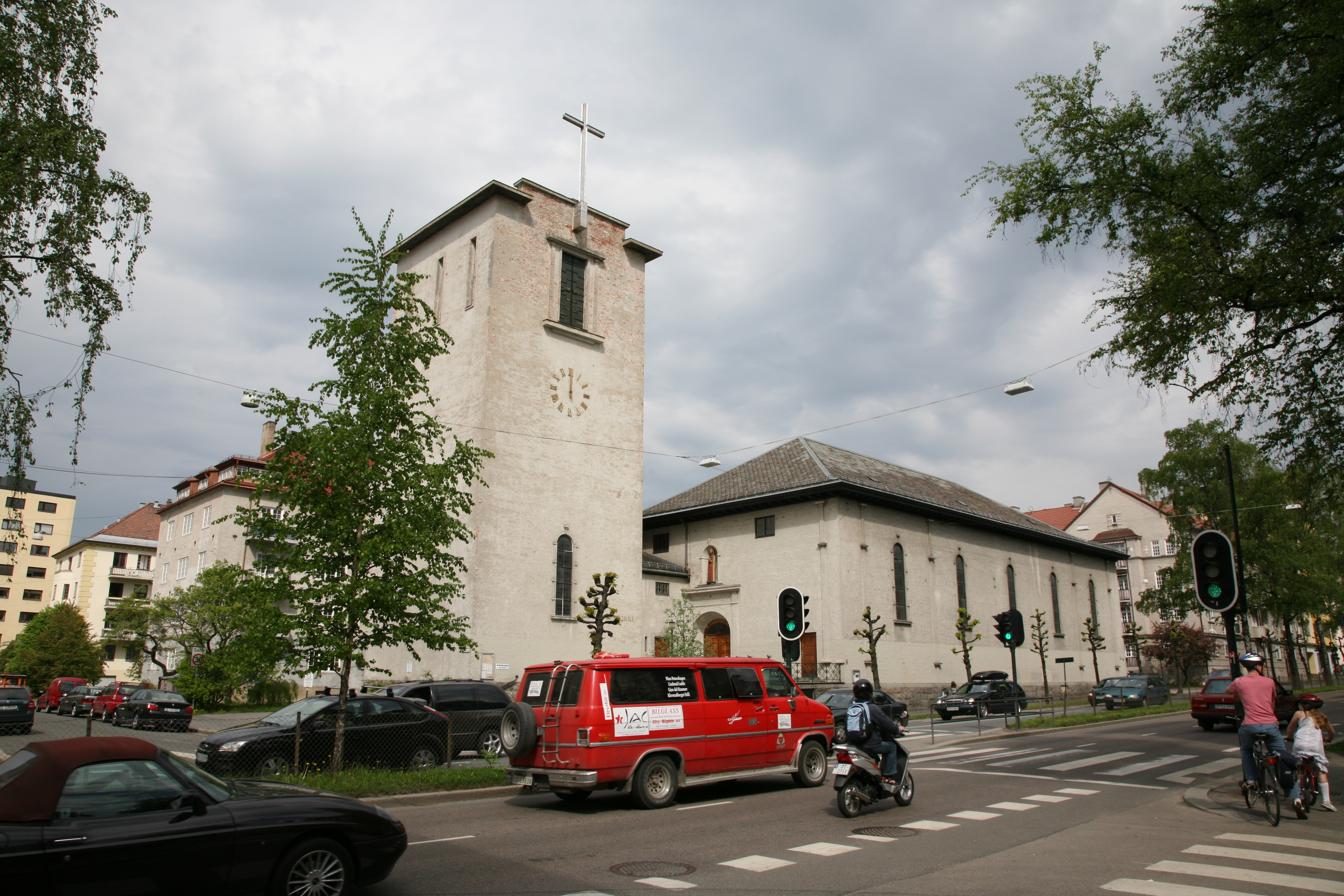
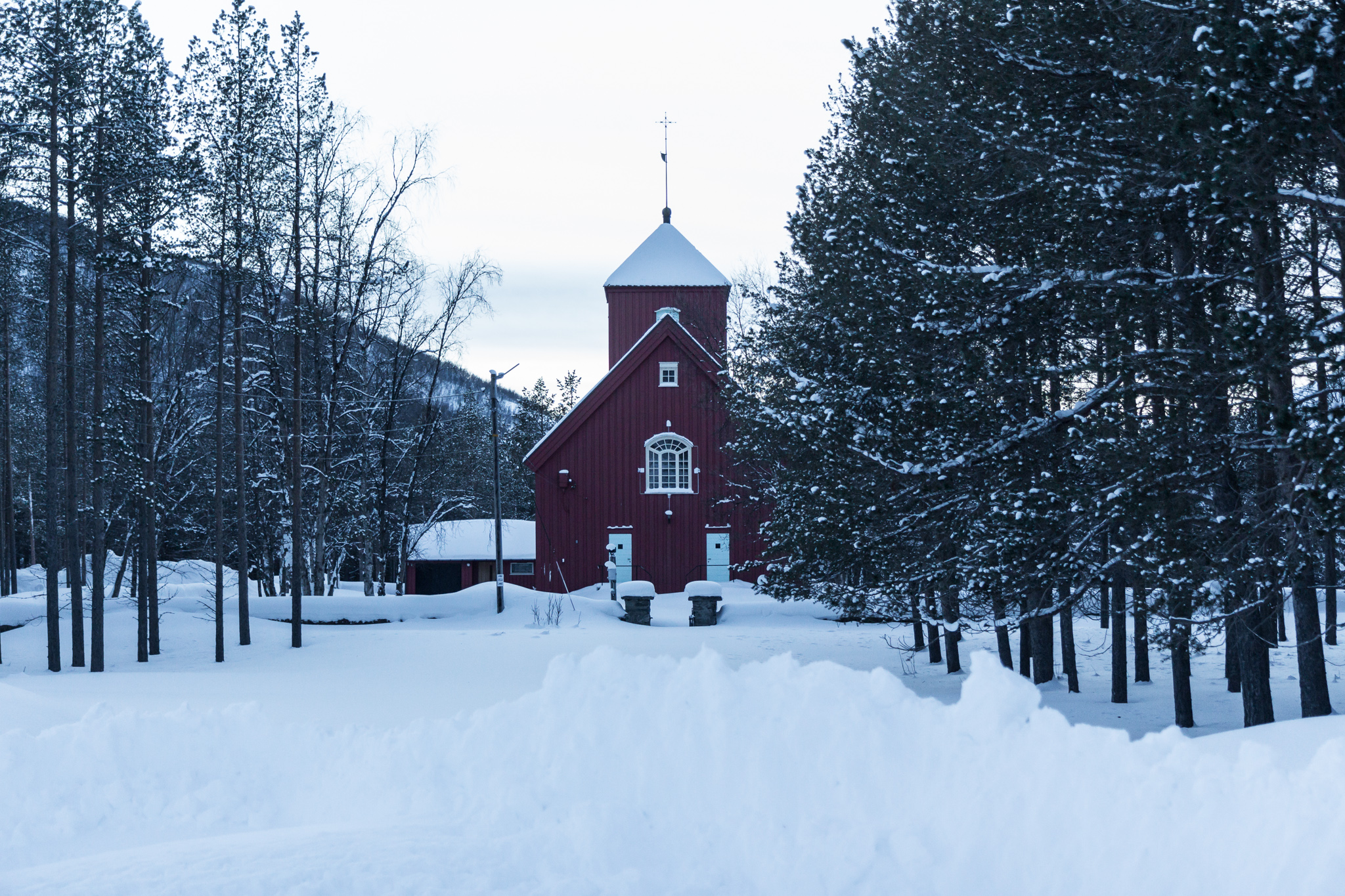
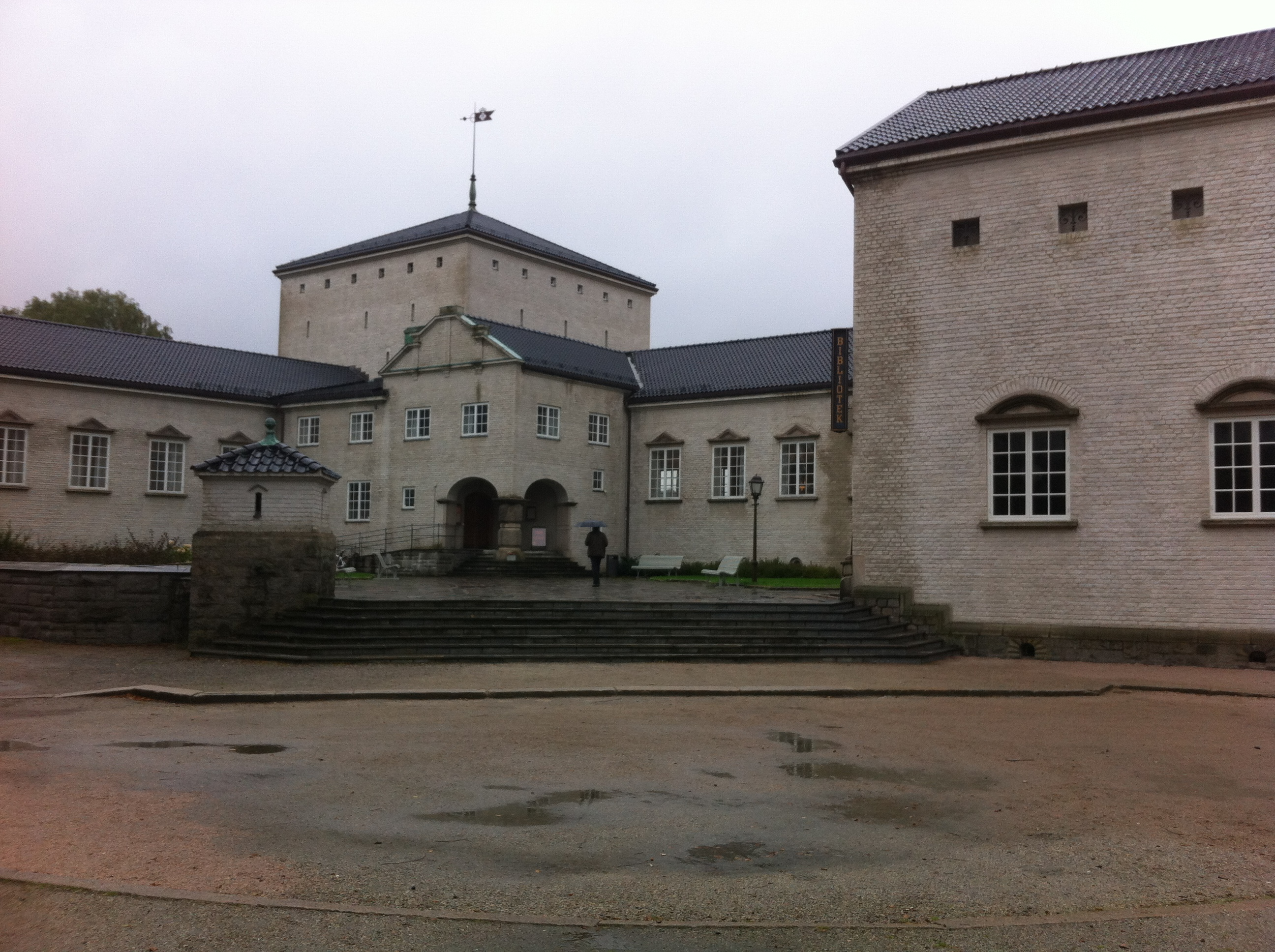
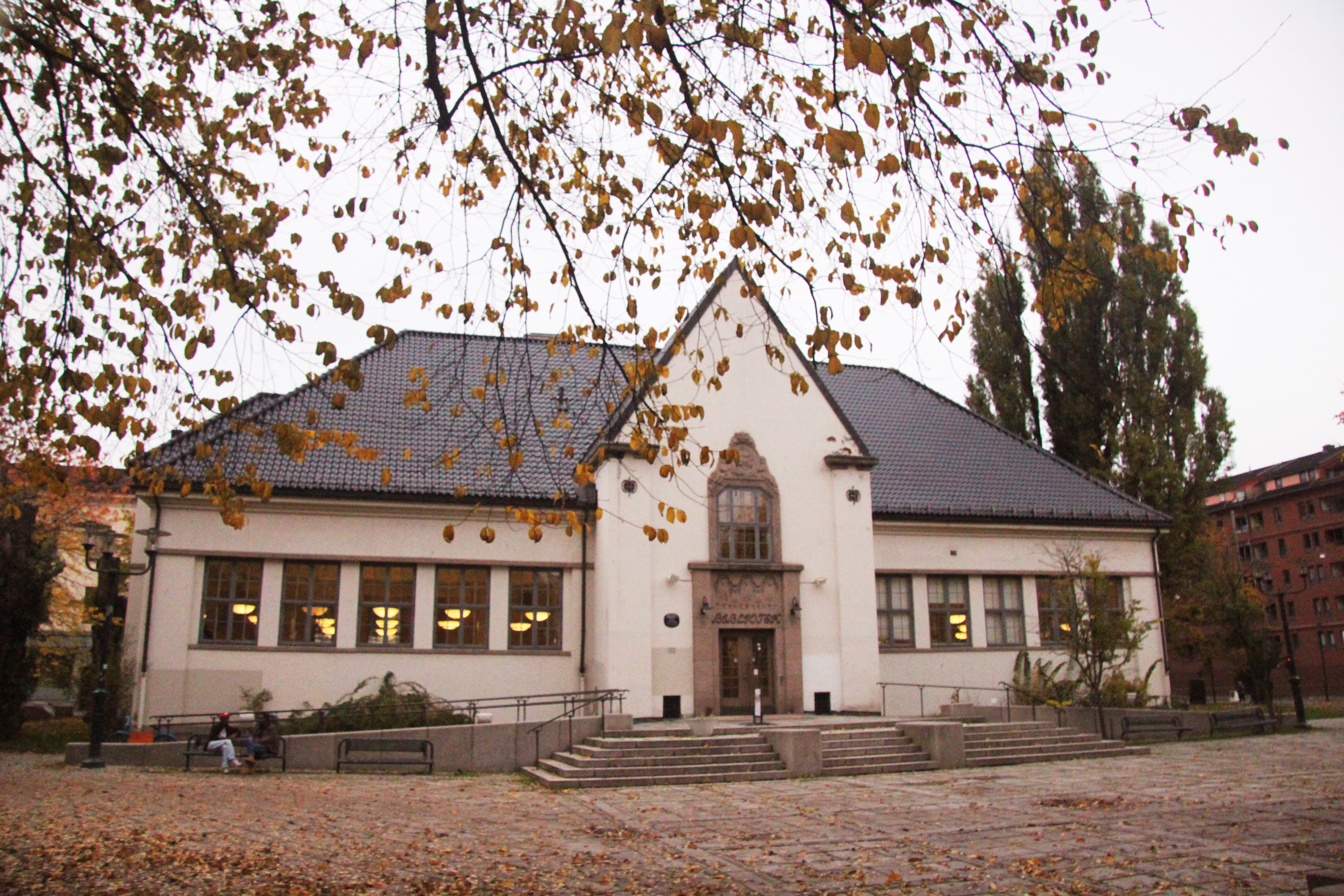